# 樂高超級特務
樂高超級特務（英語：Lego Ultra Agents）是樂高2014年6月首次推出的玩具主題靈感來自詹姆斯·邦德以及各種間諜片。該主題被外界視為樂高特務（2008年至2009年）的延續或升級。主題的14套玩具分三波發布，並附贈免費應用程序。樂高超級特務在2015年底停產。

## 背景設定
樂高超級特務產品線專注於一支虛構的超級特務團隊及其阻止邪惡麥特和他的邪惡惡棍襲擊阿斯特市（Astor City）的任務。

## 角色

### 超級特務
- 特務柯特（Agent Curtis Bolt）
- 特務加莉亞（Agent Caila Phoenix）
- 特務傑克（Agent Jack Fury）
- 特務麥斯（Agent Max Burns）
- 特務所羅門（Agent Solomon Blaze）
- 特務崔伊（Agent Trey Swift）
- 特務史提夫（Agent Steve Zeal）
- 阿斯特市警察（Astor City Guard）
- 阿斯特市科學家（Astor City Scientist）
- 克莉絲汀教授（Professor Christina Hydron）
- 博斯坦教授（Professor Brainstein）
- P.U.P.（無人巡邏原型機）（P.U.P. (Prototype Unmanned Patrol)）

### 反派
- 壞蛋亞當（Adam Acid）
- 邪惡麥特（AntiMatter）
- 地獄
- 颶風
- 瑞塔克斯（Retox）
- 赫查
- 毒妮卡（Toxikita）
- 震顫怪（Tremor）
- 間諜克洛普（Spyclops）
- 隱形人（Invizable）
- 德瑞克斯（Drillex）
- 鯊魚人（SharX）
- 電解

## 網路短片（2014）
樂高集團在YouTube上為超級特務主題發布了一系列網絡短片。
| #  | 標題   | 發布日期      |
| -- | ------ | ------------- |
| 1  | [ 1 ]  | 2014年6月16日 |
| 2  | [ 2 ]  | 2014年10月1日 |
| 3  | [ 3 ]  | 2014年10月1日 |
| 4  | [ 4 ]  | 2014年10月1日 |
| 5  | [ 5 ]  | 2014年10月1日 |
| 6  | [ 6 ]  | 2014年10月1日 |
| 7  | [ 7 ]  | 2014年10月1日 |
| 8  | [ 8 ]  | 2014年10月1日 |
| 9  | [ 9 ]  | 2014年10月1日 |
| 10 | [ 10 ] | 2014年10月1日 |
| 11 | [ 11 ] | 2014年10月1日 |
| 12 | [ 12 ] | 2014年10月1日 |
| 13 | [ 13 ] | 2015年1月31日 |
| 14 | [ 14 ] | 2015年1月31日 |
| 15 | [ 15 ] | 2015年1月31日 |
| 16 | [ 16 ] | 2015年1月31日 |

## 應用程序
第一波套裝還包括與已發布的六套兼容的免費應用款體。該應用程序可用於iOS和Android，收錄最新劇情和以漫畫為中心的遊戲玩法。在第二波中，特務們在原遊戲的續作中與名為「邪惡麥特」的惡棍進行戰鬥。

## 反響
2018年，套裝「超級直升機vs.邪惡麥特」（UltraCopter vs. AntiMatter，編號70170）被樂高粉絲網站評入「十大最佳樂高直升機套裝」行列。

## 外部連結
- 官方網站[]